# ホワッツ・ザ・ニュー・メリー・ジェーン
「ホワッツ・ザ・ニュー・メリー・ジェーン」（What's the New Mary Jane）は、ビートルズの楽曲である。ジョン・レノンによって作曲された楽曲（クレジットはレノン＝マッカートニー名義）で、1968年にインドのリシケーシュでマハリシ・マヘーシュ・ヨーギーのもとで超越瞑想を学んでいた時期に書かれた。同年の『ザ・ビートルズ (ホワイト・アルバム)』のためのセッションでレコーディングが行なわれたが、最終的に未収録となった。
1969年にプラスティック・オノ・バンドのシングルとして発売することが計画されたが、何らかの事情によって発売中止となり、1996年に発売された『ザ・ビートルズ・アンソロジー3』で公式作品初収録となった。

## 背景・曲の構成
1968年の春、ビートルズはインドのリシケーシュにわたり、マハリシ・マヘーシュ・ヨーギーのもとで超越瞑想を学んでいた。この時期にレノンは、「ホワッツ・ザ・ニュー・メリー・ジェーン」を書いた。歌詞の中には、チャパティ（インドの薄焼きパン）、アフリカの女王、スパゲティ、モンゴルのヒツジ、パタゴニアのパンケーキなどが登場する。タイトルおよび歌詞に登場する「Mary Jane（メリー・ジェーン）」は、マリファナを表す隠語。
1969年5月の『ニュー・ミュージカル・エクスプレス』誌のインタビューで、レノンは「ホワッツ・ザ・ニュー・メリー・ジェーン」をアレックス・マルダスとともに書いたことを示唆している。しかし、発売時の作曲者のクレジットにアレックスの名はなく、ポール・マッカートニーとの共同名義であるレノン＝マッカートニーが表記されている。音楽史家であるジョン・ブラニーは、アレックスが作詞を手伝った可能性を考慮したうえで、「レノンであれば世界最高のミュージシャンと組めるのに、なぜ素人と組んだのか？」「アレックスの名が共作者としてクレジットされていないうえに、仕上げのレコーディングに参加していないのはなぜか？」という疑問を呈し、前述のレノンの発言を「インタビューを利用したアップル・エレクトロニクスの宣伝」と推測している。

## レコーディング
1968年5月、キンファウンスにあるジョージ・ハリスンの自宅で、デモ音源（通称「イーシャー・デモ」）の録音が行なわれた。レノンはこの日に15曲のデモ音源の録音を行なっており、「ホワッツ・ザ・ニュー・メリー・ジェーン」はそのうちの1つだった。この日に録音されたデモ音源には、タンバリンの音と狂的なコーラスのほか、レノンによる語りが含まれている。
8月14日、ジョージ・マーティンのプロデュースのもと、EMIレコーディング・スタジオのスタジオ3で「ホワッツ・ザ・ニュー・メリー・ジェーン」のレコーディングが行なわれた。本作のレコーディングには、レノンとジョージ・ハリスンのほかにオノ・ヨーコとマル・エヴァンズが参加。この日のセッションで4テイク録音され、最終テイクに追加のギターのパート、ピアノ、ボーカルがオーバー・ダビングされた。セッションの終わりに、モノラル・ミックスが作成され、9月11日にステレオ・ミックスが作成された。しかし、『ザ・ビートルズ (ホワイト・アルバム)』の発売に向けた準備の中で、本作は収録曲の候補から外された。
11月26日、レノンとオノはステレオ・マスターに対してオーバー・ダビングを行なった。オーバー・ダビング完了後、テープの編集が行なわれて複数のバージョンが作成され、その日の夜にレノンによって最終的なマスターが選ばれた。

## リリース
アルバム『ザ・ビートルズ (ホワイト・アルバム)』発売後も、レノンは本作の発売を計画していた。1969年後期、レノンは同年に結成したプラスティック・オノ・バンドの3枚目のシングルとして「ユー・ノウ・マイ・ネーム」を発売し、そのB面に本作を収録することを計画。シングルには「Apple 1002」というカタログ番号が割り当てられ、イギリスで1969年12月5日に発売が予定されたが、発売日直前に取りやめとなった。
1984年、ジェフ・エメリックが未発表のテイクを集めた『セッションズ』用に本作のリミックスを行なった。しかし、このアルバムはハリスンとマッカートニーが「作品の質」を批判する宣誓供述書を提出したことにより発売中止となった。本作を含めた『セッションズ』の発売に向けて用意された音源は、海賊盤業者の手に渡り、1988年に発売された『Ultra Rare Trax, Volume 5 & 6』や1990年に発売された『Unsurpassed Masters, Volume 4』などの海賊盤に収録された。
1994年にジョージ・マーティンによってリミックスされ、1996年に発売された『ザ・ビートルズ・アンソロジー3』で初めて公式発売された。
2018年に発売された『ザ・ビートルズ (ホワイト・アルバム) 〈スーパー・デラックス・エディション〉』に、この曲のイーシャー・デモとテイク1が収録された。

## クレジット
※出典
- ジョン・レノン - リード・ボーカル、ピアノ
- ジョージ・ハリスン - ギター
- オノ・ヨーコ - ボーカル、タンバリン、ハンドベル、パーカッション（紙を破る音）、ヴィブラフォン、サッカーボールを転がす音、スワニー・ホイッスル、アコーディオン
- マル・エヴァンズ - タンバリン、ハンドベル、パーカッション（紙を破る音）、ヴィブラフォン、サッカーボールを転がす音、スワニー・ホイッスル、アコーディオン